# La Française des Jeux (bedrijf)

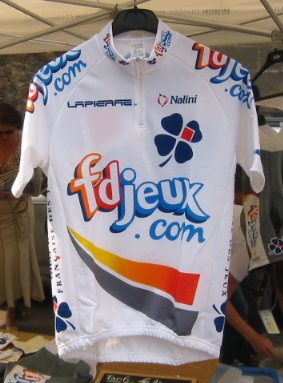
Het shirt van de wielerploeg Française des Jeux

La Française des Jeux is een Frans bedrijf dat het monopolie heeft op het organiseren van de meeste kansspellen en sportweddenschappen, zoals de voetbaltoto, in Frankrijk, de Franse overzeese gebiedsdelen en Monaco. Het bedrijf is opgericht in 1976 en voor 72% in handen van de Franse overheid.
In 2010 hebben 27,8 miljoen personen deelgenomen aan een van de spellen van de Française des Jeux voor een totale inzet 10,551 miljard euro, waarmee het bedrijf zichzelf het tweede kansspelbedrijf van Europa, en derde ter wereld kan noemen. Ongeveer 40% hiervan was ingelegd voor krasloten, 50% voor loterijen met een trekking, en de overige 10% voor weddenschappen op sportuitslagen. In de periode 2006 - 2010 werd gemiddeld 61% van de inleg terug uitgekeerd als prijzengeld. Het overige geld gaat naar de overheidsfinanciën, sociale doelen of sport. Zo sponsort het bedrijf een wielerploeg dat onder dezelfde naam uitkomt, maar heeft het ook de restauratie van het beeld van Lodewijk de XIVe in Versailles bekostigd.
In 2010 heeft La Française des Jeux zichzelf van een nieuwe huisstijl voorzien, naar aanleiding van de liberalisering van de markt voor internetkansspellen. Het treedt nu naar buiten toe onder de afkorting FDJ en heeft daar ook een speciaal logo voor ontwikkeld.
La Française des jeux organiseert (mede) de volgende trekkingen:
- Loto ('Lotto' in het Nederlands)
- EuroMillions
- Keno
- Joker +
- Rapido
- Bingo Live (internetspel)

Daarnaast brengt het bedrijf een vijftiental verschillende soorten krasloten uit, en is het mogelijk te wedden op voetbal-, handbal-, tennis-, volleybal- en basketbaluitslagen. Het is niet mogelijk via de Française de Jeux te wedden op paardenwedrennen, dat monopolie is in handen van de PMU.